# Ecaterina Abramova
Ecaterina Abramova (ur. 2 sierpnia 1988) – mołdawska lekkoatletka, tyczkarka.
Złota medalistka mistrzostw Mołdawii. Trzecia zawodniczka III ligi drużynowych mistrzostw Europy (2011).

## Rekordy życiowe
- Skok o tyczce (stadion) – 3,60 (2011) były rekord Mołdawii
- Skok o tyczce (hala) – 3,60 (2012) rekord Mołdawii[2]